# Канчалан (река)
Канчала́н, в верховьях Южный Тадлеоан (с чук. — «место мщения»), в низовьях Гытгомкываам (с чук. — «озёрно-кустарниковая река») — река на Дальнем Востоке России, протекает по территории Иультинского и Анадырского районов Чукотского автономного округа. Длина — 426 км.
По площади бассейна (20,6 тыс. км²) Канчалан занимает 5-е место среди рек Чукотки и 52-е — в России. Средний расход воды — 220 м³/с.

## Гидроним
В XVII—XVIII вв. упоминалась как Нерпичья, современное название возникло позже — по сопке Кончан («единственный»)[уточнить].

## Гидрография
Берёт начало несколькими истоками у горы Туманная Чукотского нагорья. В среднем и нижнем течении Канчалан проходит среди южных тундр Анадырской низменности. Впадает в Канчаланский лиман Анадырского залива Берингова моря неподалёку от острова Гырынвелер. Берега реки в основном невысокие, с пойменными участками, чуть всхолмлены, местами возвышенны и обрывисты, поросли кустарником и травой. Изредка вдоль них простираются песчаные, песчано-галечные и каменистые пляжи или лежат осыхающие камни. В пойме находится множество озёр. В низовьях ширина русла в среднем составляет около 800 м, наибольшая — 1,5 км.
Дно в реке неровное, глубокие участки от 10 до 20 м чередуются с мелководными, где преобладают глубины 5—7 м. Наибольшая глубина — 24,5 м — отмечена в районе устья. Донный грунт — ил, песок, у берегов илистый песок, местами галька и камень.
Питание снеговое и дождевое. Замерзает в середине октября, вскрывается в начале июня. Весеннее половодье начинается с постепенного повышения уровня воды на 2-3 м и продолжается 8-20 дней, причём на спад половодья часто приходятся дождевые паводки. Наиболее высокие паводки отмечаются во второй половине августа.
В низовье реки на колебания уровня воды значительное влияние оказывают полусуточные приливы Берингова моря. Их величина колеблется от 0,2 до 1 м. В устье Канчалана случаются сгонно-нагонные явления. При сильных южных или восточных ветрах, дующих несколько суток, уровень воды может повышаться на 1-2 м, благодаря чему ледяной покров в устье взламывается, это характерно до конца ноября-начала декабря.
Крупные притоки — Тнэквеем, Импенейкуйым.

## Хозяйственная деятельность
Река судоходна на 50 км от устья. Недалеко от устья реки располагается село Канчалан, здесь в качестве причалов устанавливаются плашкоуты, к которым могут подходить суда с осадкой до 1 м. Навигация на реке открыта с 1 июля по 15 августа.
Тундры в среднем и нижнем течении используются под оленеводческие пастбища. В устье Канчалана регулярно заходят белухи. На реке развито рыболовство, здесь добываются сиговые и лососевые, при этом рыбным запасам Канчалана нанесён серьёзный урон из-за проведённых мелиоративных работ.
На реке действует метеостанция 2-го разряда.